# Jacek Huchwajda
Jacek Huchwajda (Poznań, Polonia, 3 de abril de 1967) es un deportista alemán que compitió en esgrima, especialista en la modalidad de sable.
Ganó dos medallas de bronce en el Campeonato Mundial de Esgrima, en los años 1991 y 1993. Participó en los Juegos Olímpicos de Barcelona 1992, ocupando el quinto lugar en la prueba por equipos.

## Palmarés internacional
| Campeonato Mundial | Campeonato Mundial | Campeonato Mundial | Campeonato Mundial |
| Año                | Lugar              | Medalla            | Prueba             |
| ------------------ | ------------------ | ------------------ | ------------------ |
| 1991               | Budapest (Hungría) | Medalla de bronce  | Sable por equipos  |
| 1993               | Essen (Alemania)   | Medalla de bronce  | Sable por equipos  |